# Aleksandr Tołusz

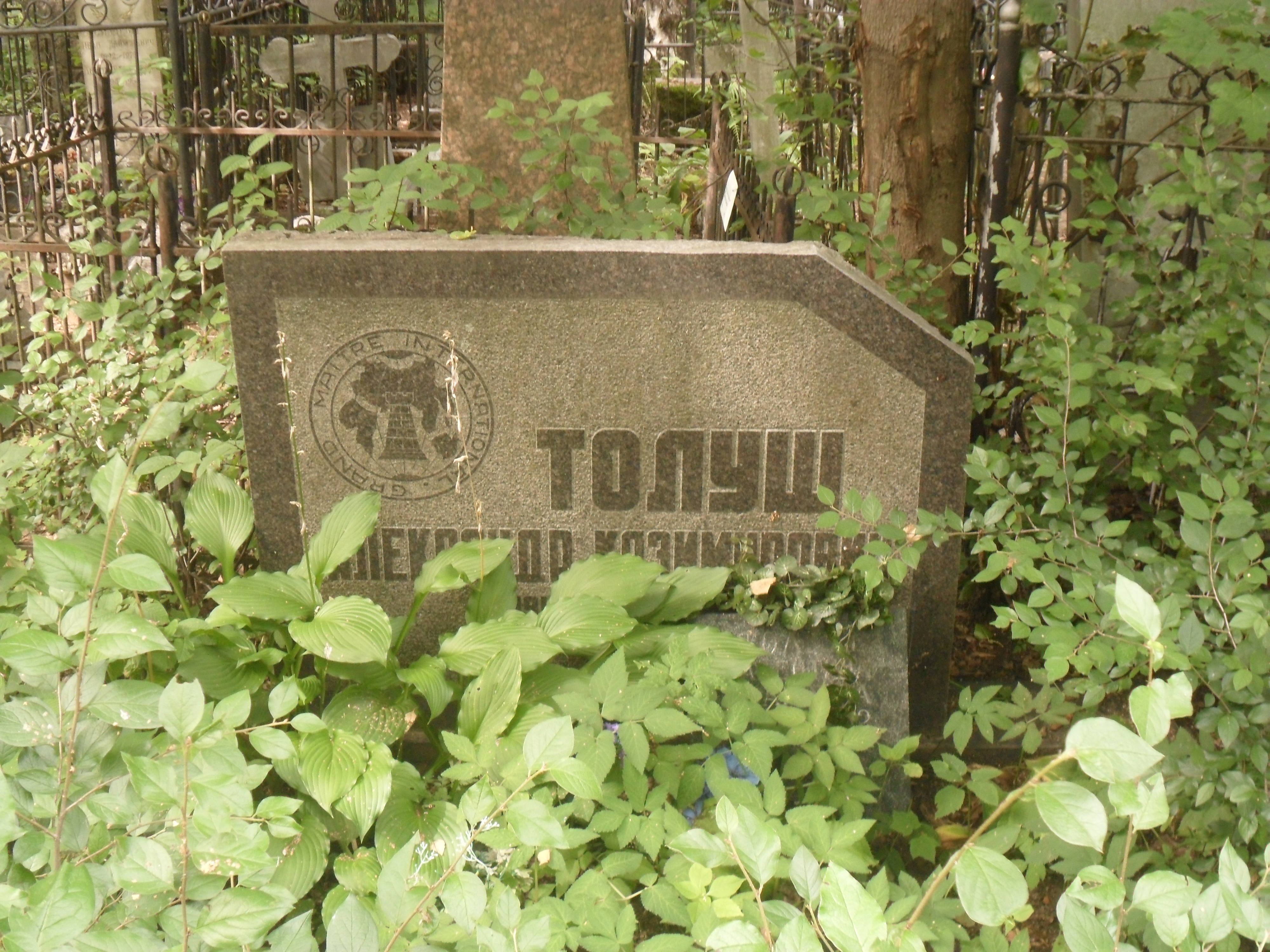
Grób Aleksandra Tołusza na cmentarzu Bogosłowskim w Petersburgu

Aleksandr Kazimirowicz Tołusz (ros. Александр Казимирович Толуш; ur. 1 maja 1910 w Petersburgu, zm. 3 marca 1969 w Leningradzie) – radziecki szachista i trener szachowy, arcymistrz od 1953 roku.

## Kariera szachowa
Pierwszy znaczący sukces odniósł w 1935, zdobywając w Gorki tytuł mistrza RFSRR. W 1937 podzielił I miejsce w mistrzostwach Leningradu (w których triumfował jeszcze czterokrotnie, zajmując lub dzieląc pierwsze lokaty w latach 1938, 1946, 1947, 1954) natomiast w 1939 zadebiutował w finale indywidualnych mistrzostw Związku Radzieckiego. Do 1958 w finałowych turniejach brał udział łącznie 10 razy, najlepsze wyniki osiągając w latach 1950 (IV miejsce) oraz 1947, 1948, 1952 i 1957 (V miejsca).
Największy indywidualny sukces w karierze odniósł w 1953, samodzielnie zwyciężając w silnie obsadzonym turnieju w Bukareszcie (przed Tigranem Petrosjanem, Wasilijem Smysłowem, Isaakiem Bolesławskim, Borisem Spasskim i László Szabó). Poza tym znaczące rezultaty osiągnął m.in. w Balatonfüred (1958, memoriał Lajosa Asztalosa, II m. za Lajosem Portischem), Rydze (1959, III m. za Borisem Spasskim i Vladasem Mikenasem, przed Michaiłem Talem)i w Warszawie (1961, I m.). Był również trzykrotnym złotym medalistą drużynowych mistrzostw Europy: dwukrotnie wraz z zespołem ZSRR (1957, 1961) oraz indywidualnie (1957, za wynik na IX szachownicy).
Znaczne sukcesy osiągnął jako szachowy trener. Do jego wychowanków należeli mistrzowie świata Ludmiła Rudenko i Boris Spasski, jak również Paul Keres. Posiadał również osiągnięcia jako gracz korespondencyjny (w 1965 otrzymał tytuł mistrza międzynarodowego w tej odmianie szachów).
Według retrospektywnego systemu Chessmetrics najwyżej sklasyfikowany był w styczniu 1945; zajmował wówczas 10. miejsce na świecie.